# Retzbach
Retzbach là một thị trấn ở huyện Hollabrunn trong bang Niederösterreich, ở nước Áo. Đô thị này có diện tích 18,14 km², dân số năm 2001 là 1038 người.